# Albrecht Hüni
Albrecht Rudolf Hanns Hüni-Michel  (* 2. Oktober 1920 in Therwil; † 1. Juni 2014 in Basel) war ein Schweizer Biochemiker.

## Leben
Albrecht Hüni war Biochemiker der Ciba, bei welcher er an der Entwicklung einiger Medikamente beteiligt war. In seinem späteren Leben widmete er sich vor allem dem Patentschutz von Medikamenten.:42

## Leistungen
1959 synthetisierte Hüni erstmals Xylometazolin in Zusammenarbeit mit der CIBA AG und patentierte es im Anschluss. Xylometazolin dient bis heute als Wirkstoff von Nasensprays und -tropfen der Abschwellung der Nasenschleimhäute.